# Tabla Osca

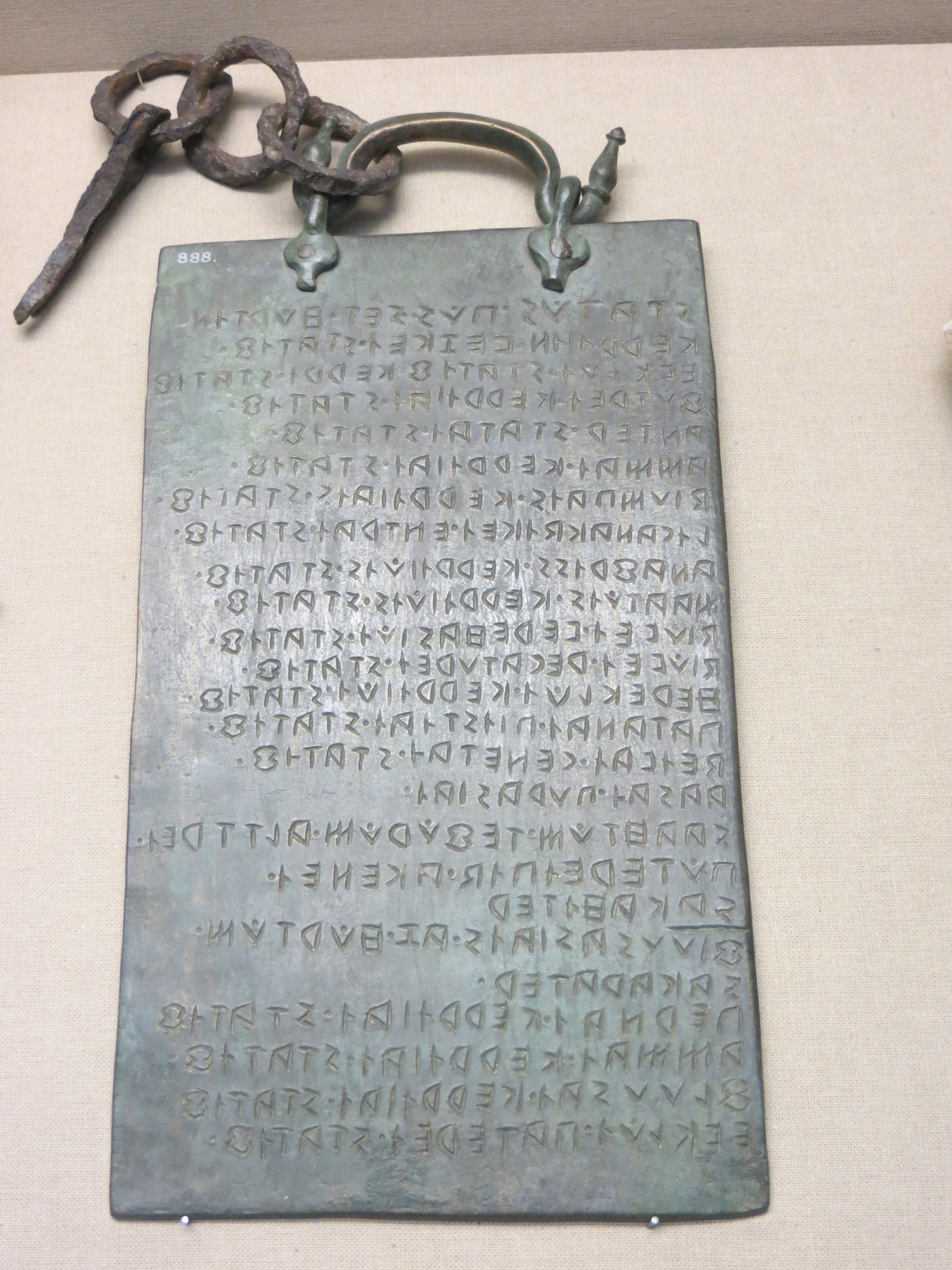
La tabla Osca.

La Tabla Osca es una tabla de plata del siglo III a. C., escrita en osco, una lengua itálica extinta relacionada con las actuales lenguas romances. Pertenece al antiguo pueblo itálico de los samnitas.
La tabla fue descubierta en 1848 en la localidad de Fonte del Romito, en la finca de Giangregorio Falconi, cerca del Monte Cerro, en el límite con el municipio de Agnone. El granjero Pietro Tisone, mientras araba, habría descubierto el hallazgo, sujeto a la observación de los hermanos Saverio y Domenico Cremonese. Pronto la noticia del descubrimiento llegó a Theodor Mommsen, quien estudió el importante hallazgo, como testimonio de la lengua itálica de los samnitas. Posteriormente, la tabla entró en la colección de Alessandro Castellani, quien luego la vendió al Museo Británico de Londres en 1873, donde se conserva hoy en día.

## Descripción
La tabla mide 28x16,5 centímetros, equipada con asa y agujeros; la inscripción está trazada de forma clara y profunda en la superficie de plata. Está presente en ambos lados, 25 líneas en el principal y 23 en el reverso. La primera parte del texto describe un huerto sagrado dedicado a Ceres, diosa de la fertilidad, para la cual se realizaban ritos sagrados y conmemoraciones en la rítmica expiración del año. En el reverso se enumera 17 deidades diferentes a las que la población samnita local estaba dedicada a conmemorar en cualquier año y se especifica que los altares dedicados a las deidades veneradas en el interior pertenecen al huerto sagrado. El texto confirma que cada año se realizaba un rito especial en el altar del fuego, con motivo de florecer y producir, cerca del mismo huerto se celebraban sacrificios en honor a 4 deidades. El huerto principal de los ritos del pueblo samnita se identificó en el templo itálico de Pietrabbondante, cerca de Agnone.

## Muestra del texto
El texto osco de la tabla con su posible traducción al latín y al español:
| Osco | Latín | Español |
| Status pús set húrtúi Kerríi: Vezkei statíf, Euklúi statíf, Kerríi statíf, fútrei Kerríiaí statíf, anter stataí statíf, ammaí Kerríiaí statíf, diumpaís Kerríiaís statíf, liganak deikei entraí statíf, anafriss Kerríiuís statíf, matuís Kerriuís statíf, Ivei verehasiuí statíf, Ivei regatúrei statif, Hereklúi Kerríiúi statíf, Patanaí pistaí statíf, deivaí genetaí statíf. Assaí purasiaí sahtúm tefúrúm alttrei putereipíd akenei sakarahiter. | Stati qui sunt horto Cereri: Vetusci status, Euclo status, Cereri status, creatrici Cereri status, inter statae status, amore Cereri status, lymphae Cereris status, lege dici intra status, imbribus Cereris status, matura Cereri status, Iovi vergitor status, Iovi rectori status, Herculis Cereris status, Pandae pistae status, divae genitae status. Arae igniario sanctum holocaustum alteri utroque anno sacrificatur. | Quien ha estado del huerto de Ceres son: Vetuscio ha estado, Euclo ha estado, Ceres ha estado, Ceres la creadora ha estado, entre el estado ha estado, el amor de Ceres ha estado, la linfa de Ceres ha estado, entra la ley dice ha estado, la lluvia de Ceres ha estado, Ceres madura ha estado, Júpiter convergedor ha estado, Júpiter el rector ha estado, Hércules de Ceres ha estado, Panda pisada ha estado, la deidad genitiva ha estado. El altar de fuego del incendio santo, otro cada año sacrificador. |
| Fluusasiaís az húrtúm sakarater. Pernaí Kerríiaí statíf, ammaí Kerríiai statíf, fluusaí Kerríiai statíf, Euklúi paterei statíf. Assas ekask estint húrtúi: Vezkei, Euklúi futrei anter stataí Kerríi, ammaí diumpaís liganak deikei entraí Kerriaí anafríss matuís Kerríuis, Ivei verehasiu Ivei pihiúi regatúrei Hereklúi Kerríiúi Patanaí pistaí deivaí genetaí. Assaí purasiaí sahtúm tefúrúm alttrei putereipíd akenei húrz dekemanniuís stait.    | Floralibus ad hortum sacratur. Pernae Cereri status, amore Cereri status, florae Cereri status, Euclo patri status. Arae hae exstant horto: Vetusci, Euclo creatrici inter statae Cereri, amore lymphae lege dici intra Cereri, imbribus Cereris, matura Cereris, Iovi vergitor, Iovi pio rectori, Herculis Cereris, Pandae pistae, divae genitae. Arae igniario sanctum holocaustum alteri utroque anno hortus decumanis stat. | Flores al huerto sagrado. La pierna de Ceres ha estado, el amor de Ceres ha estado, la flor de Ceres ha estado, el padre Euclo ha estado. Al altar de este huerto existente: Vetuscio, Euclo, la creadora entre el estado Ceres, el amor de Ceres, la linfa de Ceres, la ley dice entra la lluvia de Ceres, Ceres madura, Júpiter convergedor, Júpiter el rector leal, Hércules de Ceres, Panda pisada, la deidad genitiva. El altar de fuego del incendio santo, otro cada año décimo del huerto está.             |